# Cinq Hectares
Pour plus de détails, voir Fiche technique et Distribution.
Cinq Hectares est un film français réalisé par Émilie Deleuze et sorti en 2023.

## Synopsis
Franck est un chercheur marié à une hôtesse de l'air. Ayant acheté une maison dans le Limousin, il veut entretenir sa propriété sur laquelle son voisin fait paître ses vaches. Il se lance donc à la recherche d'un tracteur.

## Fiche technique
Sauf indication contraire, les informations mentionnées dans cette section peuvent être confirmées par la base de données cinématographiques Unifrance,  présente dans la section « Liens externes ».
- Titre : Cinq Hectares ou 5 Hectares
- Réalisation : Émilie Deleuze
- Scénario : Émilie Deleuze, Marie Desplechin et Patricia Mazuy
- Décors : Jean Rabasse
- Costumes :  Khadija Zeggaï
- Photographie : Nathalie Durand
- Montage : Frédéric Baillehaiche
- Musique : Bobby Gillespie
- Son : François Boudet
- Montage son : Jean Mallet
- Mixage : Jean-Pierre Laforce
- Sociétés de production : Agat Films & Cie - Ex Nihilo - Démons Productions
- Pays de production :  France
- Budget : 2,7 millions d'euros
- Durée : 94 minutes
- Genre : Comédie dramatique, road-movie
- Dates de sortie : 
  - Suisse : août 2023 (Festival de Locarno)
  - France : 27 décembre 2023

## Distribution
- Lambert Wilson : Franck Bernard
- Marina Hands : Léonor Bernard
- Laurent Poitrenaux : Michel Riffaut
- Lionel Dray : Paul Chevaneau
- Jean-Noël Brouté : le vendeur du tracteur David Brown
- Anne-Lise Heimburger : Marion
- Arthur Dupont : Hervé Blanchard
- Mayya Sanbar : Alana
- Patricia Mazuy : Emilie Courtès, la maire et soeur de Michel Riffaut
- Anouk Feral : Valérie, la comptable
- Benoît Moret : le client du restaurant
- Oscar Copp : le gendarme
- Julia Vivoni : la juge
- Michèle Simonnet : la paroissienne

## Tournage
Le tournage s'est effectué en partie dans le Lot ainsi qu'en Corrèze, Dordogne, Haute-Vienne et en Creuse.

## Sélection
- Festival international du film de Locarno 2023[4]